# Primitieve functie
In de integraalrekening is een primitieve functie van een gegeven functie {\displaystyle f} elke functie, vaak aangeduid met {\displaystyle F}, waarvan de afgeleide gelijk is {\displaystyle f}. Een primitieve functie van {\displaystyle f} is op een daarbij op te tellen vast getal (een additieve constante) na bepaald; de afgeleide van een vast getal is immers nul. Andere namen voor primitieve functie zijn stamfunctie of kortweg primitieve. Voor de eenvoud wordt op de middelbare school de primitieve functie ook omgekeerde afgeleide genoemd. 

## Definitie
Een functie {\displaystyle F} wordt een primitieve functie van de functie {\displaystyle f} genoemd, als {\displaystyle F} differentieerbaar is en de afgeleide van {\displaystyle F} gelijk is aan {\displaystyle f}.
Deze definitie kan in verschillend worden toegepast, al naargelang wat men onder een differentieerbare functie verstaat. Het gaat meestal om een reëelwaardige functie die op een gegeven interval continu reëel differentieerbaar is, maar in de functietheorie geldt de strengere eis dat een differentieerbare functie holomorf is. In de theorie van de lebesgue-integraal zijn {\displaystyle F} en {\displaystyle f} klassen van onderling equivalente functies, functies die alleen op een nulverzameling verschillen, en dan is {\displaystyle F} bijna overal reëel differentieerbaar en is de afgeleide bijna overal gelijk aan {\displaystyle f}.
Als {\displaystyle F} een primitieve is van {\displaystyle f} en {\displaystyle C} is een constante, dan is {\displaystyle F+C} eveneens een primitieve van {\displaystyle f}. Men zegt wel dat een primitieve op een constante na is bepaald.

## Voorbeelden
In de onderstaande voorbeelden is {\displaystyle x} de onafhankelijke veranderlijke van een reële of complexe functie.
- De functies {\displaystyle F(x)=x} en {\displaystyle G(x)=x+3} zijn beide primitieven van de constante functie {\displaystyle f(x)=1}.

- De functie {\displaystyle F(x)={\tfrac {1}{2}}x^{2}} is een primitieve van de functie {\displaystyle f(x)=x}

- De functie {\displaystyle \sin(x)} is een primitieve van {\displaystyle \cos(x)}

- Noteer {\displaystyle 1_{+}(x)} voor de functie die de waarde 1 aanneemt voor alle positieve {\displaystyle x} en de waarde 0 elders. Noteer {\displaystyle 1_{-}(x)} voor de functie die de waarde 1 aanneemt voor alle negatieve {\displaystyle x} en de waarde 0 elders. Dan is voor elke twee reële constanten {\displaystyle a} en {\displaystyle b} de functie {\displaystyle \ln |x|+a\,1_{+}(x)+b\,1_{-}(x)} een primitieve van {\displaystyle 1/x}. Merk op dat het domein van deze functie en haar primitieven de waarde {\displaystyle x=0} uitsluit. Doordat het domein niet samenhangend is, zijn twee onafhankelijke constanten mogelijk.

## Hoofdstelling van de integraalrekening
Zij {\displaystyle F} een primitieve van {\displaystyle f} en laat het gesloten interval {\displaystyle [a,b]} tot het inwendige van het domein van {\displaystyle f} behoren. Dan geldt
{\displaystyle \int _{a}^{b}f(x)\,{\rm {d}}x=F(b)-F(a)}
met andere woorden, afgeleide en integraal zijn omgekeerde bewerkingen. Ook volgt hieruit dat een bepaalde integraal kan worden berekend met behulp van een onbepaalde integraal ofwel de primitieve. Omgekeerd is de bepaalde integraal als functie van de bovengrens b een primitieve van de geïntegreerde functie.
De hoofdstelling van de integraalrekening geldt ook in de lebesgue-integratietheorie, op voorwaarde dat het gelijkteken als bijna overal gelijk geïnterpreteerd wordt.

## Integreren, het bepalen van de primitieve
Strikt genomen omvat integreren meer dan alleen het vinden van de primitieve van een functie, maar vaak wordt met 'integreren' alleen het bepalen van de primitieve aangeduid. Het vinden van de primitieve functie is een belangrijk onderwerp binnen de integraalrekening. In feite zijn alle berekeningen nodig om een integraal uit te rekenen, een onderdeel van het integreren.
Het minst gecompliceerd bij integreren is het bepalen van de primitieve van eenvoudige functies, zoals gegeven in een lijst van integralen. Voor het integreren van samengestelde functies bestaan verschillende technieken. De meestgebruikte technieken zijn integreren door substitutie, breuksplitsen en partieel integreren.
Sommige primitieve functies kunnen niet in elementaire functies worden uitgedrukt, zoals:
- {\displaystyle \int e^{x^{2}}\,{\rm {d}}x}
- de sinusintegraal: {\displaystyle \int {\frac {\sin(x)}{x}}\,{\rm {d}}x}
- {\displaystyle \int {\frac {1}{\ln(x)}}\,{\rm {d}}x}